# Ingemar Johansson
Ingemar Johansson, også kendt som Thors Hammer og Ingo (22. september 1932 i Göteborg – 30. januar 2009 i Kungsbacka) var en svensk bokser og verdensmester i sværvægtsboksning i 1959-1960. Ingemar Johansson huskes internationalt bedst for sine tre hårde kampe mod Floyd Patterson om verdensmesterskabstitlen.
15 år gammel debuterede Ingemar Johansson i 1948 som amatørbokser, og allerede som 17-årig blev han svensk seniormester. Ingemar Johansson deltog ved de olympiske sommerlege i Helsingfors i 1952, hvor han tog sig til finalen, og mødte Ed Sanders fra USA. Her blev han imidlertid diskvalificeret for passiv boksning efter anden omgang, og fik ikke nogen medalje. Ingemar Johansson nægtede at have bokset passivt, og fastholdt, at han blot havde villet trætte sin modstander, for at kunne slå ham ud i tredje og sidste omgang. Johansson blev dog mere end 30 år efter finalen tildelt sølvmedaljen.

## Den professionelle karriere
Efter legene blev Ingemar Johansson professionel bokser, og han havde sin debut den 5. december, 1952, i Göteborg. Han mødte den franske bokser Robert Masson, som han slog knockout i fjerde omgang. Ingemar Johansson gik derefter fra sejr til sejr som professionel. Den 12. marts 1953, blev han skandinavisk mester, da han slog den danske bokser Erik Jensen på point i en kamp over seks omgange, og i 1956 blev han europamester i sværvægtsboksning efter en knockout-sejr i 13. omgang over den italienske bokser Franco Cavicchi. Ingemar Johansson forsvarede sin titel mod Henry Cooper den 19. maj 1957, med en knockout i femte omgang og igen mod Joe Erskine den 21. februar 1958, som han slog på teknisk knockout i 13. omgang.
I 1958 mødte Ingemar Johansson den amerikanske bokser Eddie Machen i en kamp om retten til at udfordrer verdensmesteren Floyd Patterson. Kampen blev bokset på Ullevi i Göteborg foran godt 53.000 tilskuere, og Ingemar Johansson vandt på knockout efter 2 minutter og 16 sekunder i første omgang. Det var Eddie Machens første nederlag som professionel bokser.

### Kampene mod Floyd Patterson
Den 26. juni 1959 boksede Ingemar Johansson mod Floyd Patterson om verdensmesterskabet i sværvægt på Yankee Stadium i New York. Det var Floyd Pattersons femte titelforsvar. Ingemar Johansson vandt på knockout, efter at han havde haft Floyd Patterson til tælling syv gange, alle syv gange i tredje omgang, hvorefter dommeren, Ruby Goldstein, stoppede kampen efter 2 minutter og 3 sekunder. Dermed var Ingemar Johansson den første ikke-amerikaner siden Primo Carnera i 1934, der var indehaver af verdensmesterskabet i sværvægt.
Det anslås, at godt tre millioner svenskere hørte kampen direkte i radio på Radio Luxemburg. Det svenske SR ville af moralske årsager ikke sende en professionel boksekamp . Da Ingemar Johansson efter kampen returnerede til Göteborg, blev han modtaget, og tiljublet, af 25.000 svenskere på Ullevi.
Floyd Pattersons manager, Cus D'Amato, havde fået indført en klausul i kontrakten om kampen, der garanterede, at Floyd Patterson skulle være førsteudfordrer, såfremt han skulle tabe kampen. Året efter, den 20. juni, 1960, i Polo Grounds i New York, fik Floyd Patterson sin revanche og også oprejsning for nederlaget, da han slog Ingemar Johansson ud efter 1 minut og 51 sekunder i femte omgang. Ingemar Johannson lå i flere minutter uden at bevæge sig i ringen efter knockouten. Kun hans venstre ben sitrede i krampetrækninger. Floyd Patterson blev dermed den første sværvægtsbokser, der havde genvundet sin titel.
En rubber match der skulle afgøre, hvem af de to boksere der var bedst, nu stillingen mellem dem var 1-1, blev udkæmpet i Miami Beach Convention Hall, Florida, den 13. marts 1961. Ingemar Johansson slog Floyd Patterson til tælling to gange i den kamp, inden han selv blev slået knockout efter 2 minutter og 45 sekunder i sjette omgang. Floyd Patterson havde manifesteret sit verdensmesterskab, og Ingemar Johansson skulle blive den sidste hvide verdensmester i mere end 40 år.
Skønt de to boksere havde haft tre nådesløse titelkampe mod hinanden, opstod der et nært venskab mellem dem, der varede, helt til Floyd Patterson døde i 2006, 71 år gammel.

### Ingemar Johanssons sidste kampe
Efter nederlagene til Floyd Patterson, boksede Ingemar Johansson kun fire kampe. Han genvandt titlen som europæisk mester, da han den 17. juni 1962, slog den engelske bokser Dick Richardson knockout i ottende omgang. Ingemar Johansson boksede sin sidste kamp den 21. april 1963, mod englænderen Brian London. Ingemar Johansson vandt på point, efter at selv have været en tur til tælling i sekunderne inden den 12. og sidste omgang var slut.
I sin karriere som professionel bokser vandt Ingemar Johansson 26 kampe, heraf de 17 på knockout. Hans eneste nederlag var de to kampe mod Floyd Patterson. Som bokser var han kendetegnet ved et godt fodarbejde, stærke jabs med sin venstre hånd og et temmelig frygtet knockout-slag med den højre. Ingemar Johansson er en af de få sværvægtmestre, der besejrede alle deres modstandere i karrieren (de øvrige var Rocky Marciano, Chris Byrd, Riddick Bowe og Lennox Lewis).
Men han blev også klandret, at han var en doven bokser, der hellere ville nyde det gode liv og sole sig i berømmelsen, end træne seriøst op til sine kampe. Kritikere mener, han satte alt for stor lid til sin frygtede højre, og at han havde potentiale til meget mere. 
Som ældre blev Ingemar Johansson ramt af Alzheimer. En svensk dokumentarfilm om ham fra 2005 af Tom Alandh, "Det finns bara en Ingemar Johansson",  blev i den anledning stærkt kritiseret i de svenske medier, der mente, man udstillede Ingemar Johansson og hans sygdom. Den tidligere svenske bokser, Paolo Roberto, udtalte i den anledning: "Extremt smaklöst; ett fruktansvärt övergrepp på en handikappad människa". 

## Eftermælet
- Boksemagasinet Ring Magazine kårede Ingemar Johansson som årets bokser i 1958 og 1959.
- I 1959 blev han tildelt S. Ray Hickok Belt, et bælte af alligatorskind med et spænde af guld, en 4 karat diamant og 26 ædelstene.
- Associated Press kårede i 1959 Ingemar Johansson som Associated Press Athlete of the Year. [4]
- Sports Illustrated kårede ham i 1959 som Sportsman of the Year. [5]
- I 1960 kårede Ring Magazine kampen mellem Ingemar Johansson og Floyd Patterson som fight of the year, årets kamp.
- I 1982 kunne Ingemar Johansson modtage sin sølvmedalje for sin finalekamp i Helsinki i 1952.
- I 1988 blev Ingemar Johansson optaget i World Boxing Hall of Fame
- Idrottsmuseet i Göteborg oprettede i 1999 en Hall of Fame. Ingemar Johansson var en af de første at blive optaget. [6]
- Da Svenska Idrottsakademin i år 2000 kårede 1900-tallets største svenske idrætsudøvere, kom Ingemar Johansson ind på en tredjeplads efter Björn Borg og Ingemar Stenmark. [7]
- I 2002 blev han optaget i International Boxing Hall of Fame i New York.
- Ring Magazine lavede i 2003 en top 100 liste over alle tiders punchers. Her finder man også Ingemar Johansson.
- Idrottsmuseet i Göteborg i Göteborg åbnede i 2005 en udstilling om Ingemar Johansson.

## Online videoklip
- YouTube: Ingemar Johansson

## Eksterne links
- Ingemar Johansson på gravsted.dk

- Wikimedia Commons har flere filer relateret til Ingemar Johansson
- Ærens grusomme pris, essay om Johansson karriere af Knud Esmann, Jyllands Posten, 29.03.09
- Cyber Boxing Zone -- Ingemar Johansson (engelsk)
- ESPN.com – CLASSIC – Greatest Knockouts: Floyd Patterson vs Ingemar Johansson (engelsk)
- Aftonbladet: Ingos höger slog knock på världen (svensk)
- Boxing: Ingemar Johansson Arkiveret 25. april 2006 hos  Wayback Machine (engelsk)
- HickokSports.com – History – The Hickok Belt Arkiveret 23. februar 2002 hos  hos Library of Congress (engelsk)
- Optagelser af Ingemar Johanson i Kastrup lufthavn 1959, danskkulturarv.dk